# 七重村 (愛知県)
七重村（ななしげむら）は、かつて愛知県西加茂郡にあった村。
現在の豊田市の一部（千鳥町・手呂町・寺下町・成合町・上高町・小呂町など）に該当する。

## 歴史
- 1889年（明治22年）10月1日 - 寺谷下村、手呂村、下鷹見村、上鷹見村、成合村、小呂村、千鳥村が合併し、七重村が発足。平井村、四谷村と組合村を結成[1]。組合村役場を平井村に設置[1]。
- 1906年（明治39年）7月1日 - 石下瀬村、中野村、富貴下村（一部）[2]、四谷村（一部）と合併し、石野村が発足。同日七重村は廃止。